# Maarn
Maarn is een dorp in de Nederlandse gemeente Utrechtse Heuvelrug, aan de voet van de gelijknamige Heuvelrug in het zuidoosten van de provincie Utrecht. Het dorp telt 4.750 inwoners (2023). De Utrechtse Heuvelrug is sinds 2003 een nationaal park. Ten westen van Maarn liggen de Maarnse Berg en het zwerfsteneneiland. Ten zuidwesten liggen de Zonheuvel en de Sint-Helenaheuvel.
Maarn was tot 1 januari 2006 een zelfstandige gemeente, waartoe ook de kern Maarsbergen behoorde.

## Tuindorp

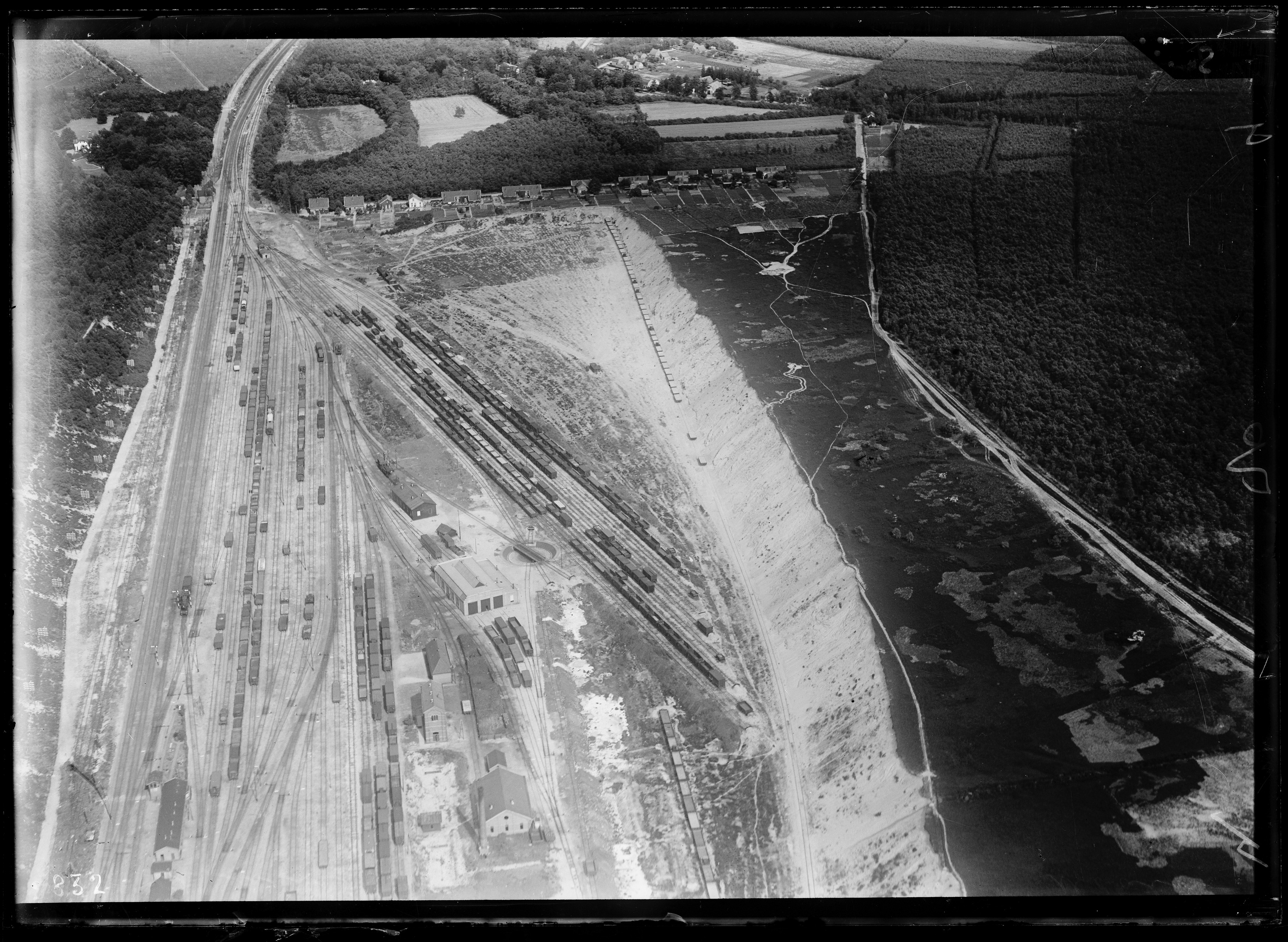
Luchtfoto uit de periode 1920-1940. In dit gebied ten westen van Maarn is tussen 1840 en 1845 de Utrechtse Heuvelrug doorgraven voor de aanleg van de Rhijnspoorweg en een halteplaats, waar tot 1972 Station Maarn lag. Het rangeerterrein is in 1901 aangelegd en in 1932 gesloten. Behalve de spoorlijn liggen in het gebied anno 2018 de A12 en Zanderij Maarn met Zwerfsteneneiland

Maarn heeft een bijzonder dorpsgezicht. In 1921 is het 'Tuindorp' Maarn gebouwd voor de arbeiders die werkzaam waren in de zandafgraving van de Nederlandse Spoorwegen. De huizen zijn relatief klein, maar hebben daarentegen een enorme tuinoppervlakte. Zoals in veel andere plaatsen in Nederland had ook Maarn het uitgangspunt dat de arbeiders naast hun karige loon van NS, zelf groenten moesten kunnen verbouwen in hun eigen tuin.
Ten koste van het bestuur van de woningbouwvereniging 'Maarn' is in 2003 na een felle strijd met de bewoners besloten om het 'Tuindorp' in zijn huidige vorm te behouden.

## Media
De lokale omroep Dorp en streek tv is gericht op Maarn, Maarsbergen, Renswoude, Scherpenzeel, Woudenberg, Rhenen en Elst.

## Openbaar vervoer
In Maarn ligt het treinstation Maarn. Vanaf het station rijden sprinters in de richting van Veenendaal en Rhenen en in de richting van Utrecht en Breukelen. De trein rijdt ieder half uur en in de spits ieder kwartier. Tot 1972 lag het treinstation anderhalve kilometer meer in westelijke richting. Maarn wordt bediend door een busverbinding tussen Doorn en Amersfoort. De busverbinding rijdt als lijn 82 en wordt verzorgd door Syntus Utrecht. Deze bus rijdt ieder half uur. 's Avonds en in het weekend rijden er in Maarn geen bussen.

## Sport en recreatie
Maarn kent een voetbalvereniging, SVMM. De club speelt op sportpark Buurtsteeg en speelt vierde klasse. Verder zijn er in Maarn nog een hockeyclub (MHC Maarn), een tennisclub (LTV Maarn) en een tafeltennisvereniging (TTV-Reflex) en een scoutingvereniging, (Scouting Maarn - Maarsbergen (Ridder Fulco)). Er is een multifunctionele sporthal. Ook is er het sociaal cultureel centrum De Twee Marken.

## Geboren
- Jan Willem de Beaufort (1913-2001), burgemeester
- Wim Veldhuizen (1933-2017), AR-politicus
- Jim van Notten (1934), VVD-politicus
- Ypke Gietema (1942-2013), PvdA-politicus
- Bram Achterberg (1953), sterrenkundige
- Berteke Waaldijk (1957), historica, hoogleraar Universiteit Utrecht
- George Schriemer (1963), illustrator
- Job ter Burg (1972), filmeditor
- Matthias van Rossum (1984), historicus, hoogleraar Radboud Universiteit

## Bekende inwoners
- Wim ter Burg (1914-1995), componist, kerkmusicus, koordirigent en muziekpedagoog
- Herman Wijffels (1942), econoom, bankier en hoogleraar
- Jur Raatjes (1954), oud-tv-presentator en -commentator
- Willemijn Verkaik (1975), zangeres en musicalactrice

## Fotogalerij

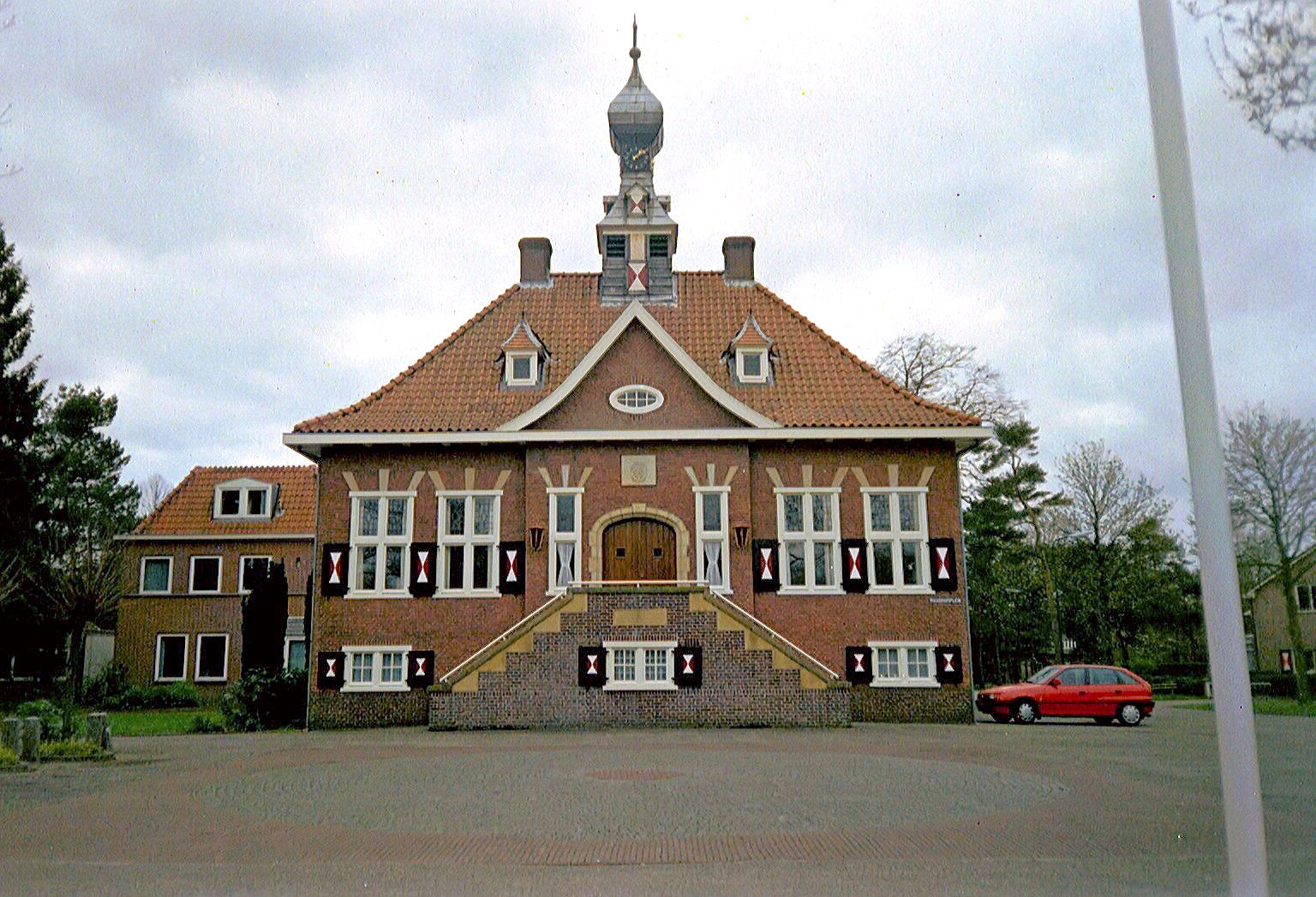
Voormalig raadhuis
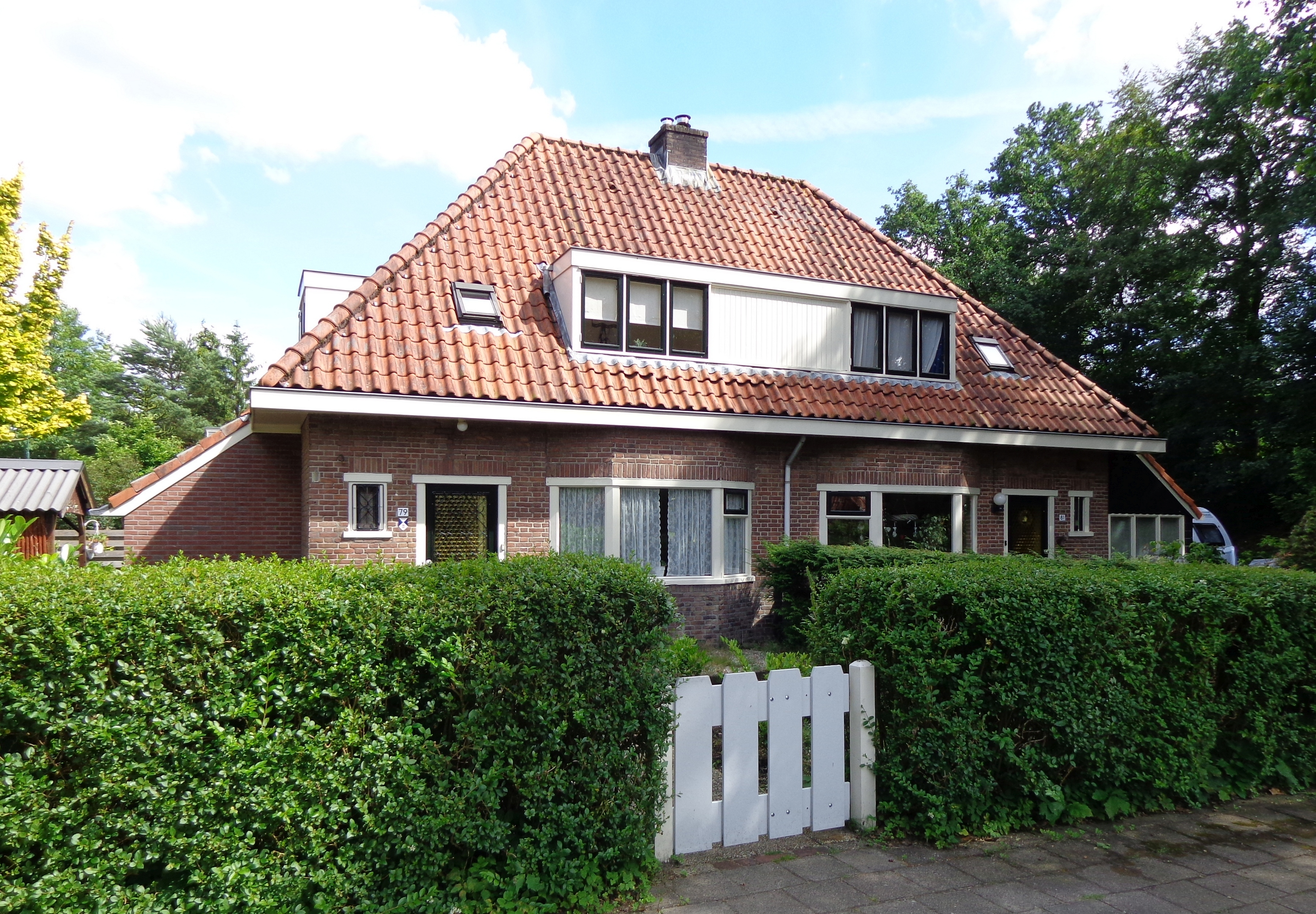
Tuindorpweg
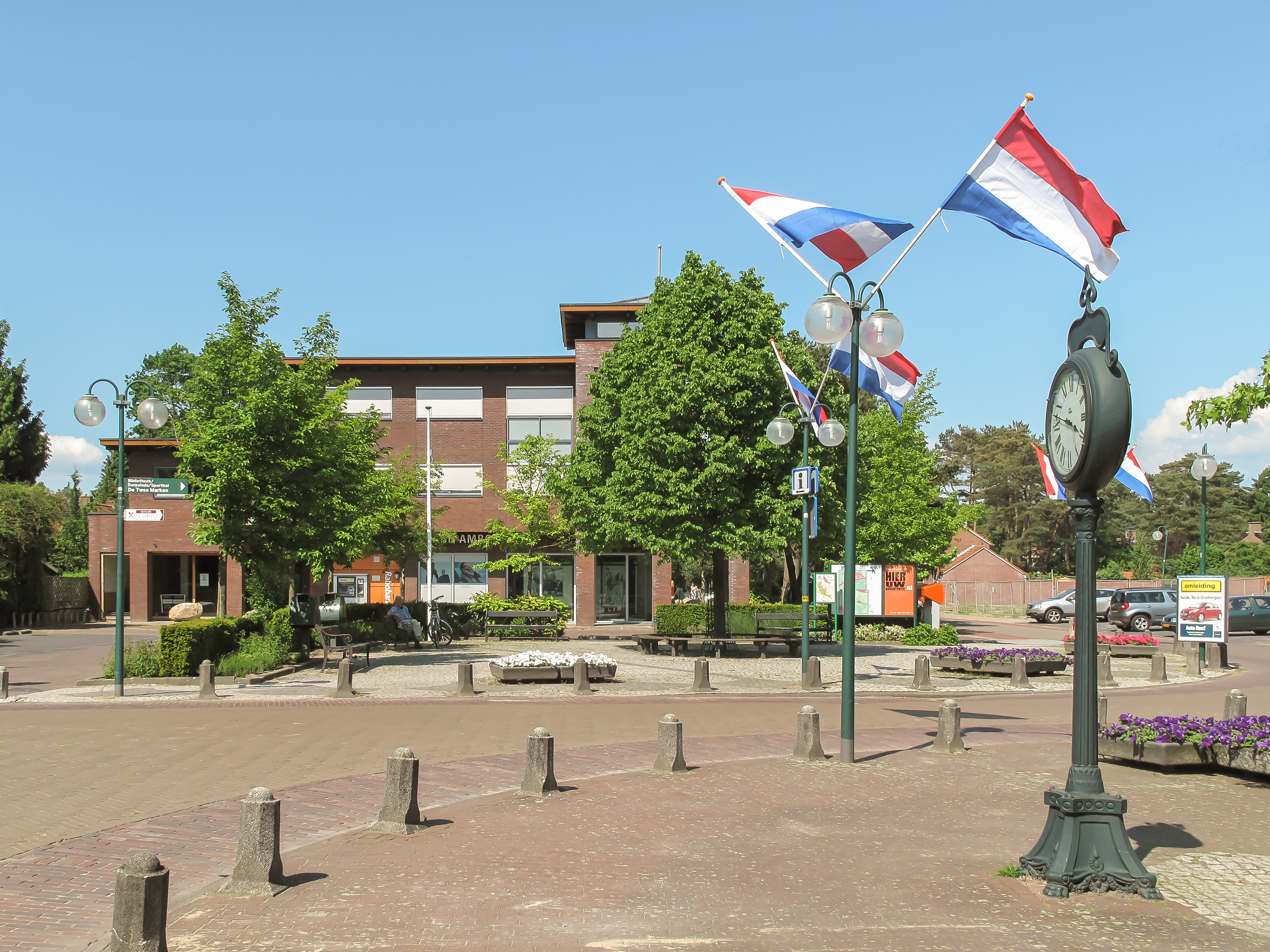
Het 5 mei-plein
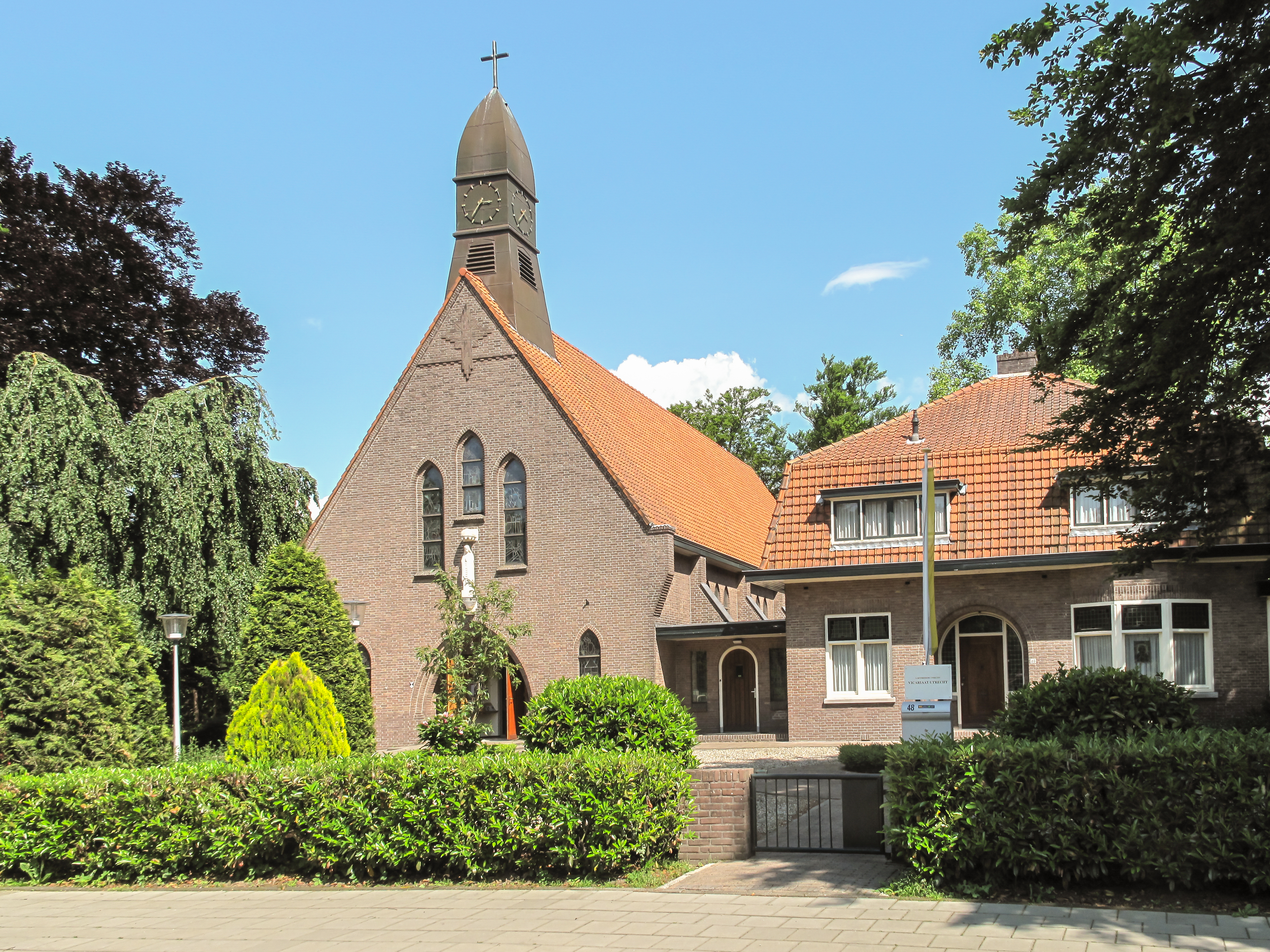
Sint Theresiakerk
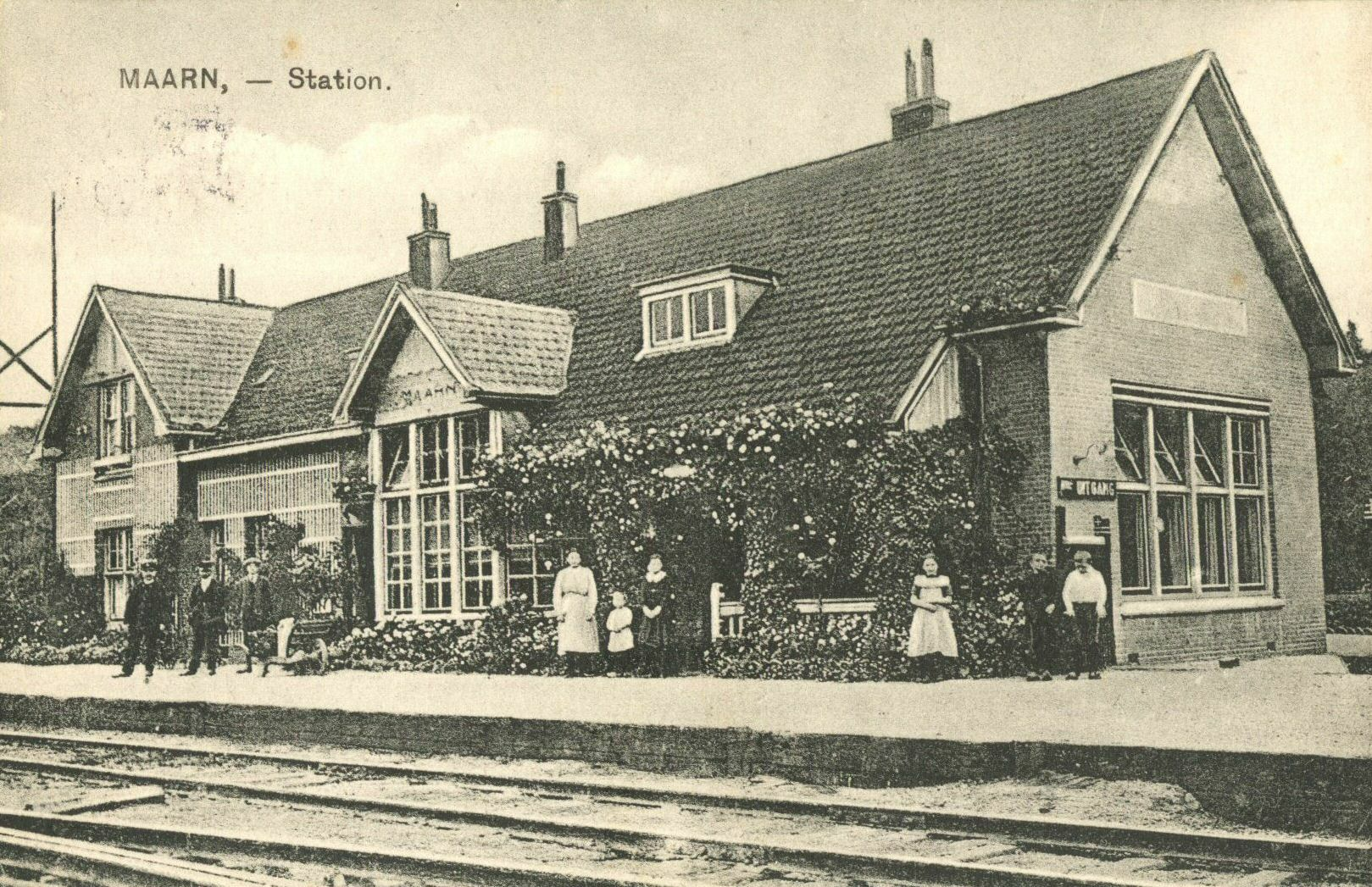
Oude Station Maarn (1910)
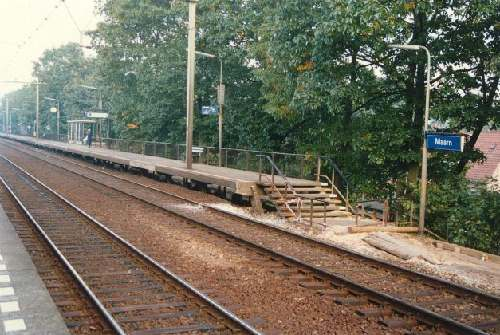
Huidige Station Maarn
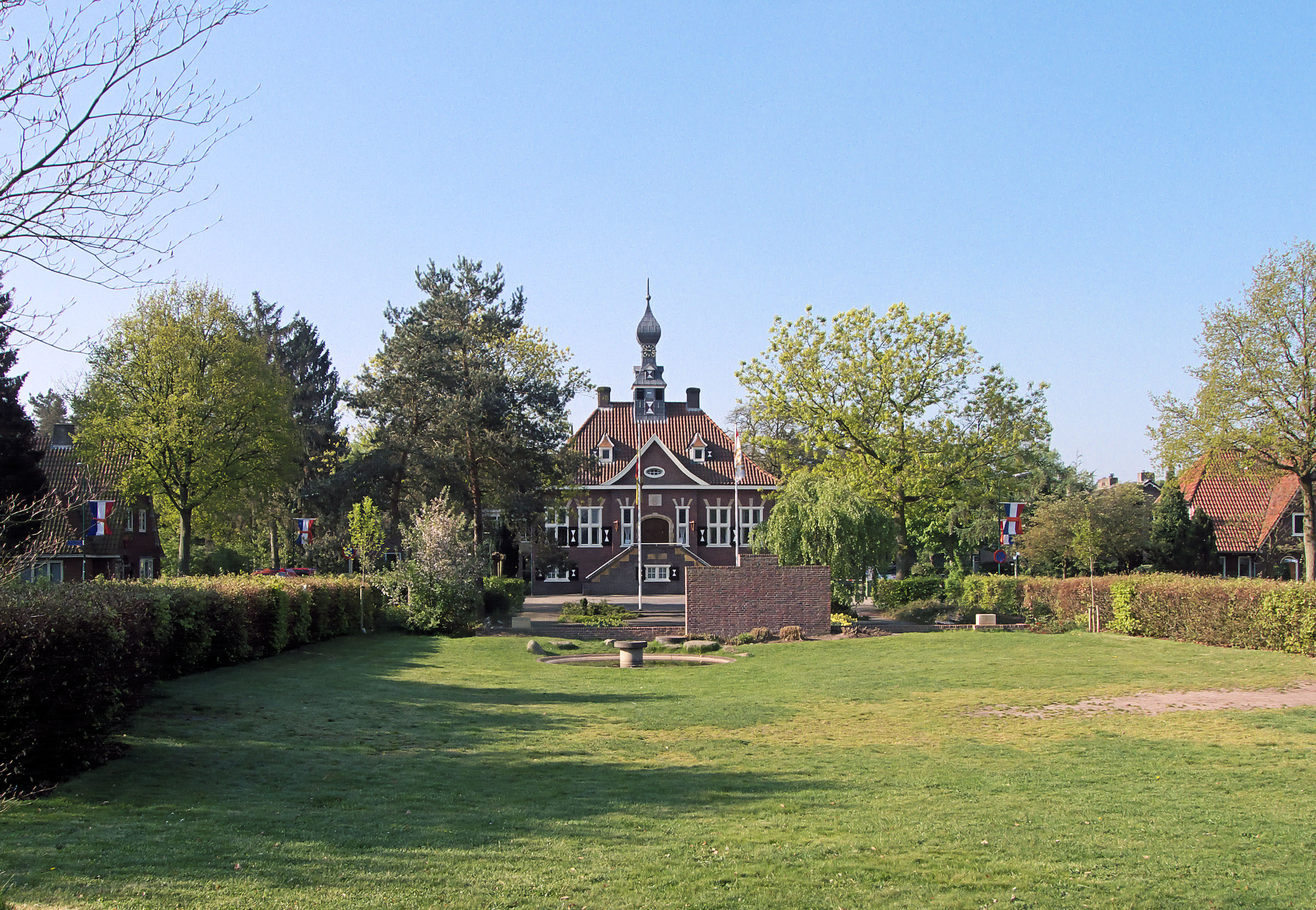
Raadhuisplein met voormalig raadhuis

Dorpen: Amerongen · Doorn · Driebergen-Rijsenburg · Leersum · Maarn · Maarsbergen · Overberg

Buurtschappen: Beerschoten · Boswijk · Breedeveen · Darthuizen · De Groep (deels) · Haagje · Haspel · Oud Rijsenburg · Palmstad · Sterkenburg · Valkenheide

Provincie Utrecht · Plaatsen in de provincie